# Peace River (miasto)
Peace River – miasto w północnej części prowincji Alberta w Kanadzie. 
- Powierzchnia: 24.87 km²
- Ludność: 6 315 (2005)